# 麻省理工学院辐射实验室
辐射实验室（Radiation Laboratory）是位于美国马萨诸塞州剑桥麻省理工学院的微波和雷达研究实验室。它成立於1940年10月，1945年12月31日正式關閉。李·阿尔文·杜布里奇擔任辐射实验室的負責人。